# 朝日ケ丘公園 (大空町)
朝日ケ丘公園（あさひがおかこうえん）は、北海道網走郡大空町にある公園。

## 概要
女満別地域の高台に位置し、網走湖や斜里岳、知床連山まで360度一望することができる観光地。夏から秋にかけてヒマワリが一面を埋め尽くす。
黒澤明監督の映画『夢』第4話「鴉（カラス）」の撮影が行われており、フィンセント・ファン・ゴッホ最後の作品「カラスのいる麦畑」で描いたフランスのオーヴェールの景色に似ていることから、「ゴッホの丘」と言われている。

## 施設
- 朝日ヶ丘展望台
- 厩舎
  - 黒澤明監督の愛馬「夢号」が余生を過ごしていた厩舎[2][3]
- 朝日ヶ丘公園パークゴルフ場
  - 開設期間：5月上旬から10月下旬
  - 全36ホール
    - A みずばしょうコース
    - B ひまわりコース
    - C ななかまどコース
    - D はまなすコース

## 周辺
- 女満別ゴルフコース
- 道の駅メルヘンの丘めまんべつ
- メルヘンの丘

## 参考資料
- “大空町朝日ヶ丘公園条例”. 大空町例規集.  大空町. 2016年3月24日閲覧。
- “大空町朝日ヶ丘公園条例施行規則”. 大空町例規集.   大空町. 2016年3月24日閲覧。